# Licencja transportowa
Licencja transportowa – decyzja administracyjna wydana przez Głównego Inspektora Transportu Drogowego lub inny określny w ustawie organ samorządu terytorialnego, uprawniająca do podejmowania i wykonywania działalności gospodarczej w zakresie transportu drogowego. W języku potocznym termin „licencja transportowa” stosuje się do określania zarówno licencji wspólnotowej, jak i zezwolenia na wykonywanie zawodu przewoźnika drogowego. Rodzaj koniecznej licencji na wykonywanie transportu zależy od charakteru przewozów oraz od specyfiki wykorzystywanych pojazdów. Zezwolenie na wykonywanie zawodu przewoźnika drogowego uprawnia do wykonywania przewozu wyłącznie na obszarze Polski. Przy chęci wykonywania przewozów poza granicami Polski przedsiębiorca powinien ubiegać się dodatkowo o licencję wspólnotową, która jest dokumentem uprawniającym do wykonywania międzynarodowych przewozów drogowych. Oba dokumenty wymagane są przy przewozie zarobkowym, wykonywanym pojazdami o dopuszczalnej masie całkowitej przekraczającej 3,5 tony lub pojazdami konstrukcyjnie przystosowanymi do przowzu więcej niż 9 osób łącznie z kierowcą. Przedsiębiorstwa wykorzystujące wyłącznie auta poniżej wskazanych limitów nie są aktualnie zobowiązane do posiadania wspomnianych zezwoleń.

## Licencja wspólnotowa
Licencja wspólnotowa – uprawnia przewoźnika drogowego do wykonywania zarobkowych przewozów drogowych osób lub rzeczy na terenie państw członkowskich Unii Europejskiej. Stanowi także podstawę do udzielenia zezwoleń zagranicznych, które wymagane są dla świadczenia transportu poza granicami Wspólnoty. Do jej uzyskania konieczne jest posiadanie zezwolenia na wykonywanie zawodu przewoźnika drogowego, przy czym można ubiegać się o oba dokumenty jednocześnie w Głównym Inspektoracie Transportu Drogowego.
Licencja wspólnotowa wydawana jest na czas określony do 5 lub do 10 lat w zależności od wielkości wpłaty i rodzaju przewozu. Dodatkowo każdy pojazd, którym będzie wykonywany przewóz musi zostać zgłoszony a przedsiębiorca zobowiązany jest wnieść opłatę za wydanie odpowiedniego wypisu potwierdzającego zgłoszenie pojazdu do licencji.

## Warunki uzyskania licencji wspólnotowej
Warunki uzyskania licencji wspólnotowej wynikają z Rozporządzenia Parlamentu Europejskiego i Rady (WE) nr 1071/2009 oraz Ustawy z dnia 6 września 2001 r. o transporcie drogowym i Rozporządzenia Ministra Transportu, Budownictwa i Gospodarki Morskiej z dnia 6 sierpnia 2013 r. w sprawie wysokości opłat za czynności administracyjne związane z wykonywaniem przewozu drogowego oraz za egzaminowanie i wydanie certyfikatu kompetencji zawodowych. Zgodnie z tymi dokumentami podmiot wnioskujący o wydanie licencji wspólnotowej powinien:
1. posiadać rzeczywistą i stałą siedzibę w jednym z państw członkowskich,
2. posiadać dobrą reputację,
3. posiadać odpowiednią zdolność finansową,
4. posiadać wymagane kompetencje zawodowe (certyfikat kompetencji zawodowych),
5. posiadać zezwolenie na wykonywanie zawodu przewoźnika drogowego (Istnieje możliwość uzyskania zezwolenia wraz z licencją wspólnotową).
6. uiścić opłaty zależne od długości okresu ważności licencji.

## Wygaśnięcie licencji
Zgodnie z ustawą, zezwolenie na wykonywanie zawodu przewoźnika drogowego oraz licencja wspólnotowa mogą wygasnąć na skutek:
- upływu okresu, na jaki dokument został wydany (dotyczy jedynie licencji wspólnotowej)
- zrzeczenia się,
- śmierci posiadacza,
- postanowienia o upadłości przedsiębiorcy, któremu została udzielona lub jego likwidacji,
- orzeczenia o zakazie wykonywania działalności gospodarczej w zakresie transportu drogowego wobec przedsiębiorcy.

W przypadku posiadania przez przedsiębiorstwo zarówno zezwolenia na wykonywanie zawodu przewoźnika drogowego i licencji wspólnotowej w chwili wygaśnięcia pierwszego z wymienionych dokumentów przedsiębiorca traci również prawo do posługiwania się licencją wspólnotową.

## Zezwolenia zagraniczne wydawane na podstawie licencji wspólnotowej
Zezwolenie zagraniczne jest dokumentem stanowiącym podstawę do wykonywania przewozów tranzytowych oraz transportu drogowego do i z terenu państwa określonego w zezwoleniu. Wydawany jest na podstawie umów dwustronnych przez Główny Inspektorat Transportu Drogowego pod warunkiem posiadania przez przewoźnika licencji wspólnotowej. Wyróżnia się zezwolenia:
jednorazowe:
- zezwolenie dwustronne – pozwalające na wykonania przewozu do i z kraju wydającego zezwolenie
- zezwolenie tranzytowe – pozwalające na przejechanie przez teren państwa wydającego zezwolenie; w ramach tego przewozu nie ma możliwości dokonania załadunku/rozładunku na terytorium kraju tranzytowego
- zezwolenia ogólne – zawierające uprawnienia dwustronnego i tranzytowego
- zezwolenie KR-3 – pozwalające na dostarczenie do lub wywiezienie ładunku z kraju wydającego zezwolenie

wielokrotne:
- zezwolenie EKMT (Europejskiej Konferencji Ministrów Transportu)– pozwalające na realizację nieograniczonej liczby kursów pomiędzy państwami członkowskimi oraz tranzytu przez ich tereny, których przebieg został udokumentowany w karnecie. Obowiązuje jedynie na terenie państw wchodzących w skład EKMT, nie upoważnia do wjazdu na terytoria krajów spoza organizacji.